# Phường 3, thành phố Sóc Trăng
Phường 3 là một phường thuộc thành phố Sóc Trăng, tỉnh Sóc Trăng, Việt Nam.

## Địa lý
Phường 3 nằm ở trung tâm thành phố Sóc Trăng, có vị trí địa lý:
- Phía đông và phía bắc giáp Phường 1
- Phía tây giáp Phường 2
- Phía nam giáp Phường 10 và huyện Mỹ Xuyên.

Phường 3 có diện tích 6,16 km², dân số năm 2022 là 31.597 người, mật độ dân số đạt 5.129 người/km².

## Hành chính
Phường 3 được chia thành 9 khóm: 1, 2, 3, 4, 5, 6, 7, 8, 9.

## Lịch sử
Sau năm 1975, Phường 3 là một phường thuộc thị xã Sóc Trăng.
Ngày 30 tháng 10 năm 1995, Chính phủ ban hành Nghị định số 70-CP về việc thành lập Phường 10 trên cơ sở 124,4 ha diện tích tự nhiên và 48 nhân khẩu của Phường 3.
Ngày 8 tháng 2 năm 2007, Chính phủ ban hành Nghị định số 22/2007/NĐ-CP về việc thành lập thành phố Sóc Trăng thuộc tỉnh Sóc Trăng. Phường 3 trực thuộc thành phố Sóc Trăng.